# Відолм
Відолм (рум. Vidolm) — село у повіті Алба в Румунії. Входить до складу комуни Околіш.
Село розташоване на відстані 303 км на північний захід від Бухареста, 45 км на північ від Алба-Юлії, 33 км на південь від Клуж-Напоки.

## Населення
За даними перепису населення 2002 року у селі проживали 128 осіб, усі — румуни. Усі жителі села рідною мовою назвали румунську.